# Челза (Палермо)
Челза је насеље у Италији у округу Палермо, региону Сицилија.
Према процени из 2011. у насељу је живело 292 становника. Насеље се налази на надморској висини од 376 м.